# Roline Repelaer van Driel
Roline Repelaer van Driel est une rameuse néerlandaise née le 28 juillet 1984 à Amsterdam.

## Biographie
Aux Jeux olympiques d'été de 2008 à Pékin, Roline Repelaer Van Driel obtient la médaille d'argent en huit avec Nienke Kingma, Femke Dekker, Marlies Smulders, Annemarieke van Rumpt, Helen Tanger, Sarah Siegelaar, Annemiek de Haan et la barreuse Ester Workel.
Aux Jeux olympiques d'été de 2012 à Londres, elle est médaillée de bronze en huit avec Nienke Kingma,  Annemiek De Haan, Chantal Achterberg, Jacobine Veenhoven, Sytske De Groot, Claudia Belderbos, Carline Bouw et la barreuse Anne Schellekens.

## Palmarès

### Jeux olympiques
- Jeux olympiques d'été de 2012 à Londres,  Royaume-Uni
  -  Médaille de bronze en huit
- Jeux olympiques d'été de 2008 à Pékin,  Chine
  -  Médaille d'argent en huit

### Championnats d'Europe d'aviron
- 2010 à Montemor-o-Velho,  Portugal
  -  Médaille d'argent en huit